# Pelourinho de Vila Nova de Foz Côa
O Pelourinho é uma estrutura associada a um símbolo de poder. Trata-se de uma coluna de pedra, ferro ou madeira, erigido no espaço central do espaço público dada a sua importância e reconhecimento social.

### História
A 21 de Maio de 1299, D. Dinis outurgou a primeira Carta de Foral a Vila Nova de Foz Côa, tendo sido renovada a 24 de julho de 1314. Duzentos anos depois, precisamente em junho de 1514, D. Manuel atualizou a concessão da Carta, concedendo um terceiro e último Foral, e mandado edificar um Pelourinho na Praça do Município.

### Descrição
O pelourinho é de caráter Manuelino. Construído no séc XVI, caracteriza-se pela sua estrutura em granito com uma base octogonal que se prolonga para uma coluna quadrangular entre a base e o capitel. O pelourinho inclui um fuste decorado com desenhos trançados, encordoados, esferas, losangos, vieiras e quadrifólios. Para finalizar, o capitel do pelourinho é lobulado e introduz um tabuleiro suportado por pináculos, ambos decorados com folhas de acanto e uma esfera armilar rematada por flor-de-lis.

### Localização
O pelourinho de Vila Nova Foz Côa situa-se na Praça do Município. Sendo considerado patrimônio histórico, localiza-se entre a Igreja Matriz de Vila Nova de Foz Côa e o edifício da Camara Municipal. Foi edificado num local plano, bem no centro da Praça do Município.

### Património Histórico
O Pelourinho de Vila Nova de Foz Côa é um dos monumentos classificados como Monumento Nacional, desde 1910, e ponto de atração turística daquela vila.